# Rebecca Ghilardi
Rebecca Ghilardi (Seriate, 10 de octubre de 1999) es una deportista italiana que compite en patinaje artístico, en la modalidad de parejas. Ganó dos medallas en el Campeonato Europeo de Patinaje Artístico sobre Hielo, en los años 2023 y 2024.

## Palmarés internacional
| Campeonato Europeo | Campeonato Europeo | Campeonato Europeo | Campeonato Europeo |
| Año                | Lugar              | Medalla            | Categoría          |
| ------------------ | ------------------ | ------------------ | ------------------ |
| 2023               | Espoo (Finlandia)  | Medalla de plata   | Parejas            |
| 2024               | Kaunas (Lituania)  | Medalla de bronce  | Parejas            |